# Szilvássy Annamária
Szilvássy Annamária (Nagybánya, 1944. szeptember 8. –) magyar színésznő.

## Életpályája
Nagybányán született. Édesapja: Szilvássy Pál festőművész, édesanyja: Veszely Jelena festő- és szobrászművésznő. Két leánytestvére van. A család 1948-ban települt át Magyarországra.
1967-ben szerzett oklevelet a Színművészeti Akadémián. A Madách Színház tagja volt 1970-ig. 1970-74-ben a szolnoki Szigligeti, 1974-75-ben a Pécsi Nemzeti Színházban játszott. 1975-től 1983-ig különböző színházakban, tv-ben és filmben szerepelt. 1983-tól visszatért a Madách Színházhoz. 1995-től szabadfoglalkozású.
Főszerepet játszott például a Kaviár és lencse, az Örvény, a Papucshős, a Léni néni, a Csongor és Tünde, az Éjjeli menedékhely című művekben. Vendégként játszott a Karinthy Színházban, a Játékszínben, a Turay Ida Színházban és Ivancsics Ilona és Színtársainál is.

## Fontosabb színházi szerepei
- Thornton Wilder: A mi kis városunk...Emily
- Eugène Scribe - Mészöly Dezső - Fényes Szabolcs: Sakk-matt...Abigél
- Szép Ernő: Lila ákác...Tóth Manci
- Pierre-Augustin Caron de Beaumarchais: Figaro házassága...Cherubin
- Marcel Achard: A bolond lány...Josefa
- Giulio Scarnicci - Renzo Tarabusi: Kaviár és lencse...Fiorella
- Szlávin: Örvény...Natasa
- Németh László: Papucshős...Gabi
- Keroul - Barré: Léni néni...Cecile
- Brandon Thomas: Charley nénje...Anni
- Vörösmarty Mihály: Csongor és Tünde...Tünde
- Hubay Miklós - Vas István - Ránki: Egy szerelem három éjszakája...Júlia
- Hervé: Nebáncsvirág...Denise
- Bertolt Brecht - Kurt Weill: Happy and...Lilian Hollyday
- George Bernard Shaw: A hős és a csokoládékatona...Nadina
- Déry Tibor - Presser Gábor- Pós: Képzelt riport egy amerikai popfesztiválról...Eszter
- Makszim Gorkij: Éjjeli menedékhely...Natasa
- Alexandre Dumas: Kean, a színész...Didsa
- Háy Gyula: Mohács...Erzsébet
- Bertolt Brecht: A szecsuáni jólélek...sógornő
- Moldova György: Malom a pokolban...Eszti
- Miroslav Krleža - Belovic: Terézvárosi garnizon...Schredlné
- Jevgenyij Lvovics Svarc: Hétköznapi csoda...udvari dáma
- T. S. Eliot - Andrew Lloyd Webber: Macskák...Jemima
- Ronald Harwood: Az öltöztető:...kellékes lány
- Kellér Dezső: Az alvó férj...Lenke
- Joseph Stein - Jerry Bock - Sheldon Harnick: Hegedűs a háztetőn...Hatodik falusi
- Tabi László: Spanyolul tudni kell...Marcsa
- Balogh Elemér - Kerényi Imre - Rossa László: Csíksomlyói passió...Ancilla
- Jean Poiret:  Őrült nők ketrece...Barchet asszony
- Neil Simon: Női furcsa pár...Renee
- Eugène Scribe: Egy pohár víz...Lady Albemarle
- Jean Poiret: Kellemes Húsvéti Ünnepeket...Fabienne
- Noël Coward: Ne nevess korán...Lady Saltburn
- Noël Coward: Vidám kísértet...Dr. Bradmanné

## Filmjei
- Fapados szerelem - 1960
- A szélhámosnő - 1963
- Tilos a szerelem - 1965
- Kristóf, a magánzó - 1965
- Patyolat akció - 1966
- Susanne, die Wirtin von der Lahn - 1967
- A fogadósnénak is van egy - 1968
- Frau Wirtin hat auch eine Nichte - 1969
- Só Mihály kalandjai - 1970
- Gyula vitéz télen-nyáron - 1970
- Hatholdas rózsakert - 1973
- Ereszd el a szakállamat! - 1975
- Hungária kávéház - 1977
- Zokogó majom - 1978
- Családi kör - 1980
- Nagyvizit - 1981
- Liszt Ferenc - 1982
- A tenger - 1982
- A 78-as körzet - 1982
- Barackvirág - 1983
- Különös házasság - 1984
- Szomszédok - 1987
- A védelemé a szó - 1988
- Fagylalt tölcsér nélkül - 1989
- Semmelweis Ignác - Az anyák megmentője - 1989
- Kutyakomédiák - 1992
- Frici, a vállalkozó szellem - 1993
- Sose halunk meg - 1993
- Privát kopó - 1993
- Rizikó - 1993
- Rádióaktív BUÉK - 1993
- Ámbár tanár úr - 1998
- Kisváros - 1994-2001
- Melletted - 2005